# Episodi di Squadra speciale Lipsia (prima stagione)
La prima stagione della serie televisiva Squadra speciale Lipsia è stata trasmessa in anteprima in Germania dalla ZDF tra il 31 gennaio 2001 e il 18 aprile 2001.
| nº | Titolo originale     | Titolo italiano      | Prima TV Germania | Prima TV Italia |
| -- | -------------------- | -------------------- | ----------------- | --------------- |
| 1  | Flucht nach Fahrplan | Rapina a mano armata | 31 gennaio 2001   |                 |
| 2  | Taximorde            | L'ultima corsa       | 7 febbraio 2001   |                 |
| 3  | Brandnarben          | Trappola mortale     | 14 febbraio 2001  |                 |
| 4  | Bombenspiel          | Bomba umana          | 21 febbraio 2001  |                 |
| 5  | Wilde Triebe         | Violenza in famiglia | 28 febbraio 2001  |                 |
| 6  | Bennis Entführung    | Rumori di fondo      | 7 marzo 2001      |                 |
| 7  | Abschied für immer   | Morte in stazione    | 14 marzo 2001     |                 |
| 8  | Todesflug            | Overdose             | 21 marzo 2001     |                 |
| 9  | Liebesdienste        | Ricatto d'amore      | 28 marzo 2001     |                 |
| 10 | Tod im Internat      | Morte in collegio    | 4 aprile 2001     |                 |
| 11 | Der letzte Blues     | L'ultimo Blues       | 11 aprile 2001    |                 |
| 12 | Börsenfieber         | Speculazione         | 18 aprile 2001    |                 |